# ジェームズ・モンロー (原子力潜水艦)
|           |                                                  |
| 艦歴      |                                                  |
| 発注:     | 1961年2月3日                                     |
| 起工:     | 1961年7月31日                                    |
| 進水:     | 1962年8月4日                                     |
| 就役:     | 1963年12月7日                                    |
| 退役:     | 1990年9月25日                                    |
| その後:   | 原子力艦再利用プログラム                         |
| 除籍:     | 1990年9月25日                                    |
| 性能諸元  |                                                  |
| 排水量:   |                                                  |
| 全長:     | 129.6 m (425 ft)                                 |
| 全幅:     | 10 m (33 ft)                                     |
| 吃水:     | 9.6 m (31.5 ft)                                  |
| 機関:     | 原子力ギアード・タービン                         |
| 主機関:   | S5W原子炉                                        |
| 最大速度: |                                                  |
| 兵員:     |                                                  |
| 兵装:     | 潜水艦発射弾道ミサイル16基 21インチ魚雷発射管4門 |

ジェームズ・モンロー(USS James Monroe, SSBN-622)は、アメリカ海軍の原子力潜水艦。ラファイエット級原子力潜水艦の5番艦。艦名は第5代大統領ジェームズ・モンローに因む。

## 艦歴
ジェームズ・モンローの建造は1961年2月3日にバージニア州ニューポート・ニューズのニューポート・ニューズ造船所に発注され、1961年7月31日に起工した。1962年8月4日にロズウェル・L・ジルパトリック夫人によって進水し、1963年12月7日にブルー班艦長ウィリアム・H・サンドフォード中佐およびゴールド班艦長ウォーレン・R・コビーン・ジュニア中佐の指揮下就役した。
ジェームズ・モンローは1990年9月25日に退役、同日除籍された。その後ワシントン州ブレマートンで原子力艦再利用プログラムに従って解体され、作業は1995年1月10日に完了した。